# Norrmalm, Jakobstads stad

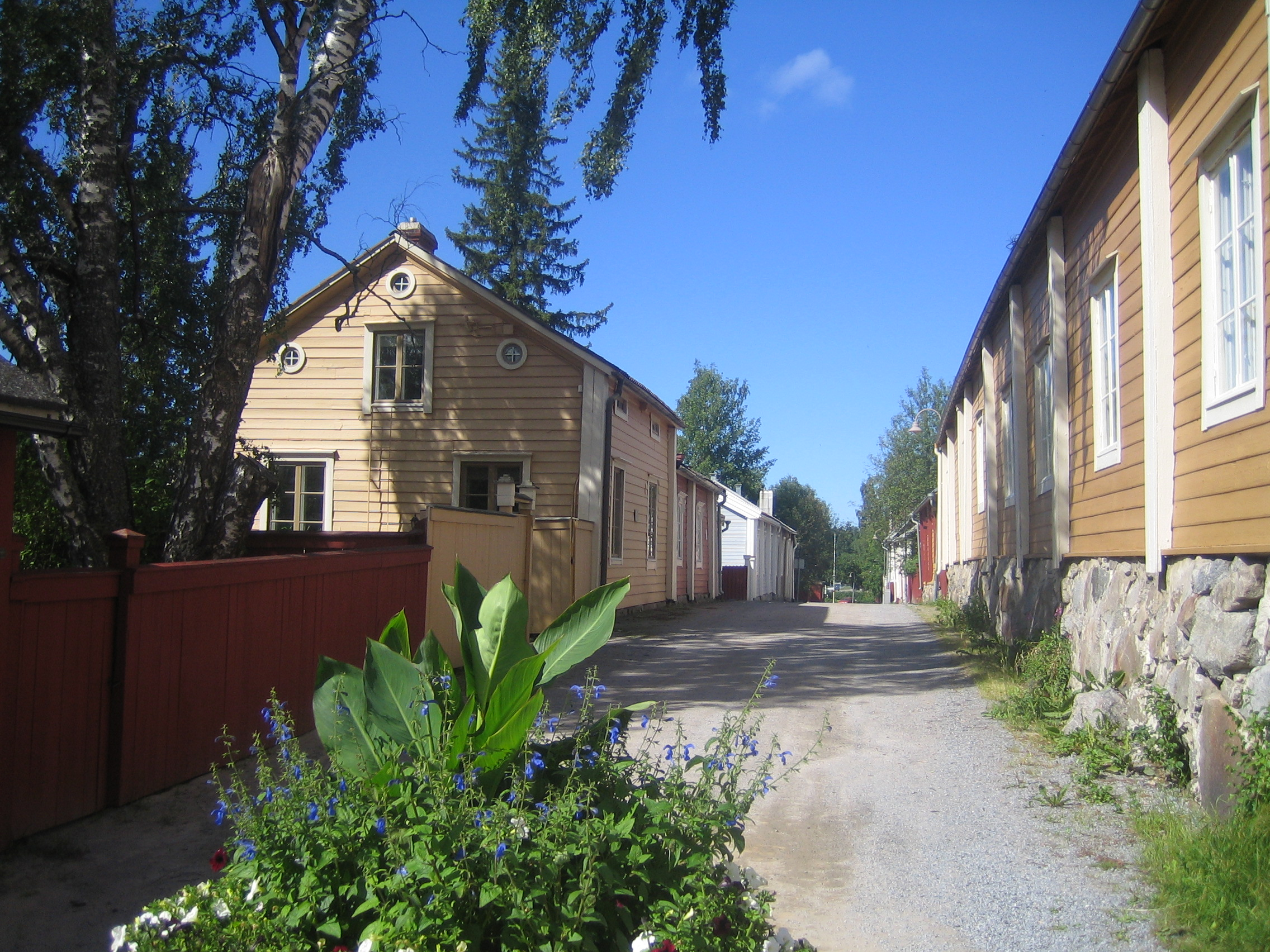
Gata i Skata

Norrmalm eller Skata (finska: Pohjoisnummi) är en del av staden Jakobstad. Stadsdelen är den enda enhetliga delen av Jakobstad som finns bevarad sedan staden brann i mitten av 1800-talet. Norrmalm är byggt som en arbetar- och sjömansstadsdel och är ett trähusområde med smala gator.